# De Linie (Belgisch tijdschrift)
De Linie, van 1948 tot 1953 bekend onder de naam De Vlaamse Linie, was een Vlaams weekblad.

## Historiek
De eerste editie van De Vlaamse Linie verscheen in 1948 en was gemodelleerd naar een katholiek opinieweekblad: het katholieke, door paters jezuïeten opgerichte weekblad De Linie, waarvan het eerste nummer op 29 maart 1946 was verschenen in Nederland, onder stimulans en hoofdredactie van pater Joseph Creyghton s.j. De (Vlaamse) Linie was een initiatief van de Vlaamse Provincie van de jezuïeten, die het weekblad zag als een eigentijds strijdend en apostolisch katholiek klankbord.
De Vlaamse Linie verscheen vijf jaar lang onder de leuze van de Boerenkrijg, 'voor outer en heerd'. Waar in oorsprong de rechtlijnige, intransigente Roomse principes de rode draad vormden voor het weekblad, werd dat al heel snel aangevuld met een consequente, zelfs radicale Vlaamsgezinde lijn. Daarbij mikte het weekblad niet alleen op het lezerspubliek van oud-collaborateurs ('zwarten') en Vlaams-nationalisten. Het blad bood deze groepen ook heel wat ruimte in zijn kolommen.
Zo schreven onder meer Lode Claes, Victor Leemans, Arthur de Bruyne, Angela Tysmans, Albert De Jonghe en Frans Smets voor het weekblad, maar ook de latere Volksunie-politicus Hugo Schiltz. Ook 'zwarte' tekenaars zoals Joë Meulepas (Pil) werkten mee.
Onder hoofdredacteur Elias Vandenbussche werd De Vlaamse Linie in 1953 omgedoopt tot De Linie en zou het een minder strijdend katholiek en Vlaams weekblad worden. In de jaren 1960 kreeg het weekblad echter een sterk Volksunie-label en gold als een van de wegbereiders van Vaticanum II. De rechtse, rechte lijn was al lang verlaten, onder meer onder invloed van politiek redacteur Mark Grammens, die nadat het Generalaat van de Jezuïeten in 1964 een punt had gezet achter De Linie, zijn eigen weekblad, De Nieuwe opstartte (1964).

## Structuur

### Redactie
| Tijdspanne  | Hoofdredacteur       |
| ----------- | -------------------- |
| 1948 - 1949 | Joseph Creyghton     |
| 1949 - 1950 | Stefaan de Clippele  |
| 1950        | Karel Van Isacker    |
| 1950 - 1953 | Albert Van den Daele |
| 1953 - 1962 | Elias Vandenbussche  |